# Melet Çayı
Der Melet Çayı (auch Melet Irmağı) ist ein Fluss im Norden der Türkei.
Der Melet Çayı hieß in der Antike Melanthios (latinisiert Melanthius). Der Fluss entspringt an der Südflanke des Giresun-Gebirges, eines Gebirgszuges des Ostpontischen Gebirges. Er fließt anfangs in westlicher Richtung. Er passiert die im Südosten der Provinz Ordu gelegene Kreisstadt Mesudiye. Anschließend wendet er sich nach Norden und durchbricht die Gebirgskette des Pontischen Gebirges. Unterhalb von Mesudiye wird an einem Wehr ein Teil des Flusswassers über einen etwa 8 km langen Kanal zu einem Wasserkraftwerk geleitet. Anschließend wird der Melet Çayı von der Topçam-Talsperre aufgestaut. Wenige Kilometer flussabwärts befindet sich das Karıca-Wehr. Über einen 8,5 km langen Tunnel fließt das Wasser zum flussabwärts gelegenen Darıca-1-Wasserkraftwerk weiter. Der Melet Çayı setzt seinen Kurs in nördlicher Richtung fort und bildet dabei die Westgrenze des Ostpontischen Gebirges. Im Unterlauf passiert er den Ort Kayabaşı, bevor er am östlichen Stadtrand der Provinzhauptstadt Altınordu ins Schwarze Meer mündet. Der Melet Çayı hat eine Länge von ca. 170 km.